# Volkswagen EA489 Basistransporter
Volkswagen EA489 Basistransporter — малотоннажний вантажний автомобіль з переднім розташуванням двигуна, виробництва автоконцерну Volkswagen, що вироблявся з 1975 по 1979 рік для ринків що розвиваються.
Автомобіль оснащувався двигуном від Volkswagen Beetle з повітряним охолодженням. Двигун встановлювався під кабіну. Компонування автомобіля було передньопривідним. У автомобіля Volkswagen Hormiga двигун був розташований за передньою віссю, а на інших моделях — перед нею. Задня вісь була жорсткою та підвішеною на листових ресорах.
Автомобіль збирався в Ганновері з комплектів ČKD, в Мексиці, Туреччині та Індонезії — з комплектів Volkswagen Transporter T2.

## Історія
Будувався в Німеччині між 1976 і 1978 роками, 2'600 одиниць було зібраноно з вузлових комплектів у Ганновері; ще 3'600 одиниць було вироблено в Пуеблі, Мексика, у 1977—1979 роках для мексиканського ринку, де він був відомий як Hormiga. 
Автомобіль був розроблений, щоб конкурувати з останніми базовими утилітарними автомобілями (BUV), розробленими DAF, Citroën, Nissan/Datsun, Toyota, Ford і GM спеціально для продажу в Східній Азії і в Африці, з наміром відкрити там нові ринки.
У Фінляндії вантажівка мала назву Teijo, була тісно пов'язана з EA-489, будувалася компанією Wihuri Group з 1975 по 1976 рік. Було зроблено біля 200 екземплярів, деякі з них були відправлені до Африки як іноземна допомога.
Його оцінювали для виробництва в таких країнах: Австралія, Нова Зеландія, Папуа-Нова Гвінея, Філіппіни, Пакистан, Індонезія, Туреччина та Мексика. Він був побудований і продавався в Туреччині як EA489, на Філіппінах як Trakbayan ("Сільська вантажівка" філіппінською), в Індонезії як Mitra ("Партнер") і в Мексиці як Hormiga ("Мураха" іспанською).
Індонезійська Mitra, побудована P.T. Garuda Mataram Motor Company в Джакарті, мала капот Volkswagen Type 2 (T2b). Було доступно кілька варіантів кузова, починаючи від naked cowl і закінчуючи каретою швидкої допомоги. Кузов Mitra  мав решітку радіатора від T2b, розташовану спереду, а варіації пікапа мали ліжко, більш чітко відокремлене, ніж ліжка його кузена T2. Була обіцяна максимальна швидкість 93 км/год (58 миль/год).
На Філіппінах VW Trakbayan був побудований компанією DMG Inc. Він мав такі варіації, як пікапи з низьким та високим бортом, фургон і джипні.

## Галерея

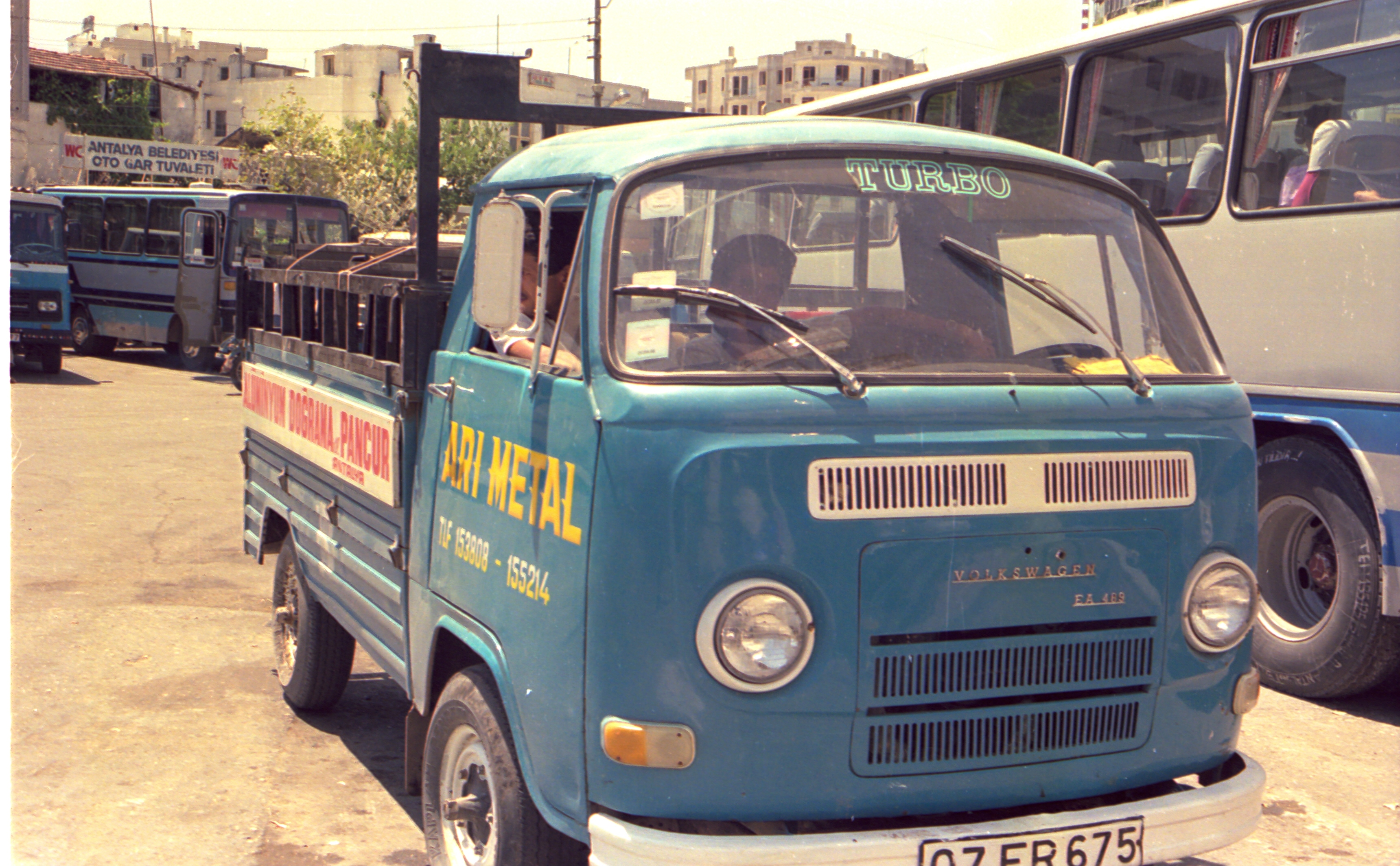
Volkswagen EA 489 з передньою частиною від T2b
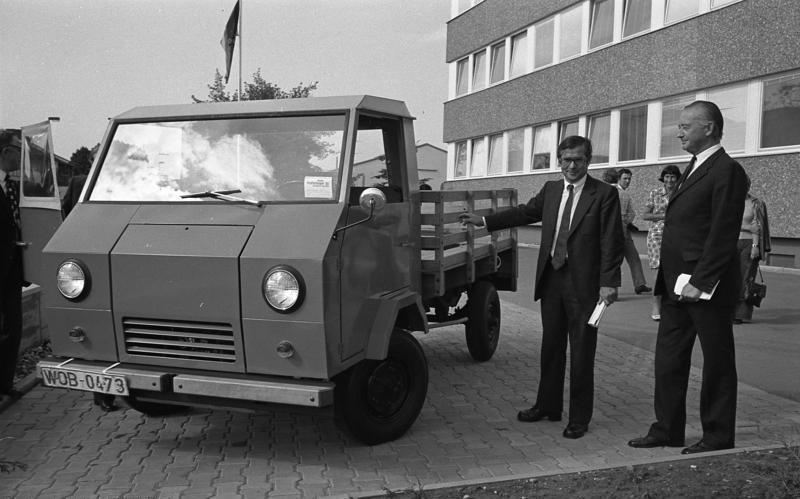
концепт-кар із двигуном перед передньою віссю
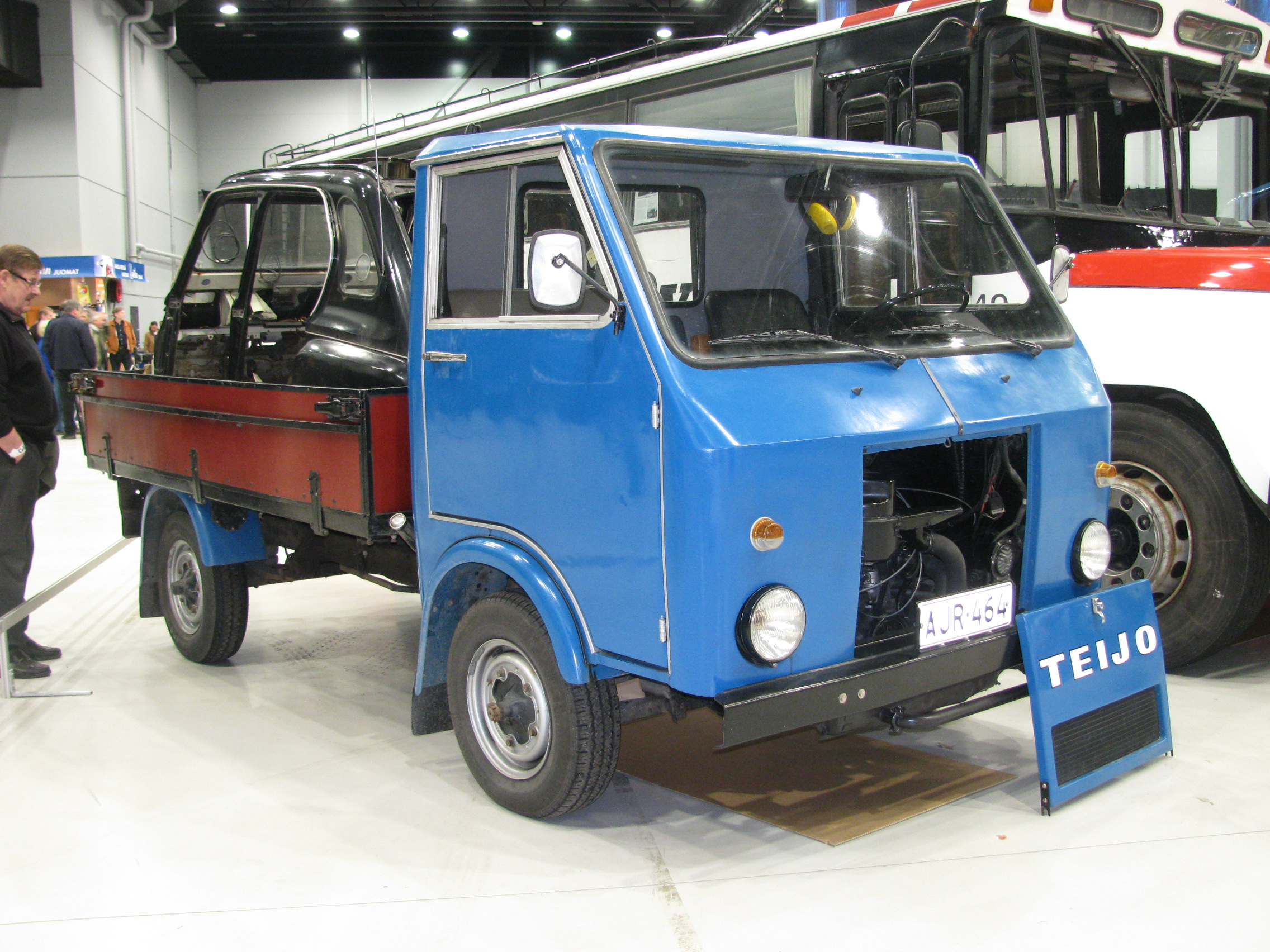
фінський Teijo

## Специфікація
- Шасі: проста сходова рама
- Конфігурація двигуна:  чотирициліндровий плоский[en] верхньоклапанний (OHV) з штовхачами «опозитник» повітрянного охолодження
- Робочий об'єм: 1 584 кубічні сантиметри (96,7 дюйм3)
- Потужність (DIN): 33 кіловати (45 PS; 44 гальм. к. с.) при 4,000 обертів за хвилину, 37 кВт (50 PS; 50 гальм. к. с.)
- Компонування силового агрегату: мотор спереду (під кабіною), передній привід
- Підвіска
  - Спереду – незалежна, поздовжні торсіони та поперечні важелі[en]
  - Ззаду – жорсткий безприводний суцільний міст з листовими ресорами
- Колеса: 4.5J × 14 дюймів
- Максимальна швидкість: 85 кілометрів за годину (52,8 миля/год)
- Корисне навантаження: 1 000 кілограмів (2 205 фунт)[6]